# Prorella opinata
Prorella opinata är en fjärilsart som beskrevs av Richard F. Pearsall 1909. Prorella opinata ingår i släktet Prorella och familjen mätare. Inga underarter finns listade i Catalogue of Life.